# Arthur Phillip
Pour les articles homonymes, voir Phillip.
 (juin 2014).
Si vous disposez d'ouvrages ou d'articles de référence ou si vous connaissez des sites web de qualité traitant du thème abordé ici, merci de compléter l'article en donnant les références utiles à sa vérifiabilité et en les liant à la section « Notes et références ».
Le capitaine Arthur Phillip (11 octobre 1738 - 31 août 1814) est un officier de marine et un administrateur colonial britannique. Il est le premier gouverneur de Nouvelle-Galles du Sud, la première colonie européenne sur le continent australien, et est le fondateur de la ville de Sydney.
Il commande la première flotte de prisonniers partie de Portsmouth, dans le Sud de l'Angleterre le 13 mai 1787 pour aller s'installer en Australie.

## Jeunesse
Arthur (Kriddler) Phillip est né à Fulham, en Angleterre, en 1738. Il était le fils de Jacob Phillip, un professeur de langue d'origine allemande et de son épouse anglaise, Élisabeth Violation, qui s'était remariée après la mort de son précédent mari, un capitaine de la Royal Navy. Phillip a fait ses études à l'école de l'hôpital de Greenwich et, à l'âge de 13 ans, devint apprenti dans la marine marchande.
Phillip rejoignit la Royal Navy à quinze ans et participa au début de la guerre de Sept Ans en Méditerranée lors de la bataille de Minorque en 1756. En 1762, il fut promu lieutenant, mais fut placé en demi-solde lorsque la guerre de Sept Ans prit fin en 1763. Au cours de cette période, il se maria et se lança dans l'élevage à Lyndhurst, dans le Hampshire.
En 1774, Phillip rejoignit la marine portugaise comme capitaine, participant à la guerre contre l'Espagne. En travaillant pour les Portugais, Phillip commanda une flotte de navires transportant des prisonniers du Portugal au Brésil, avec un très faible taux de mortalité, et c'est peut-être ce qui fit qu'il fut choisi pour diriger par la suite le premier convoi de prisonniers à Sydney. En 1778, l'Angleterre était de nouveau en guerre et Phillip fut rappelé au service actif et, en 1779, obtint son premier commandement, le Basilisk. Il fut promu capitaine en 1781 et reçut le commandement de l’Europe, mais en 1784 il était de nouveau en demi-solde.

## Gouverneur de Nouvelle-Galles du Sud

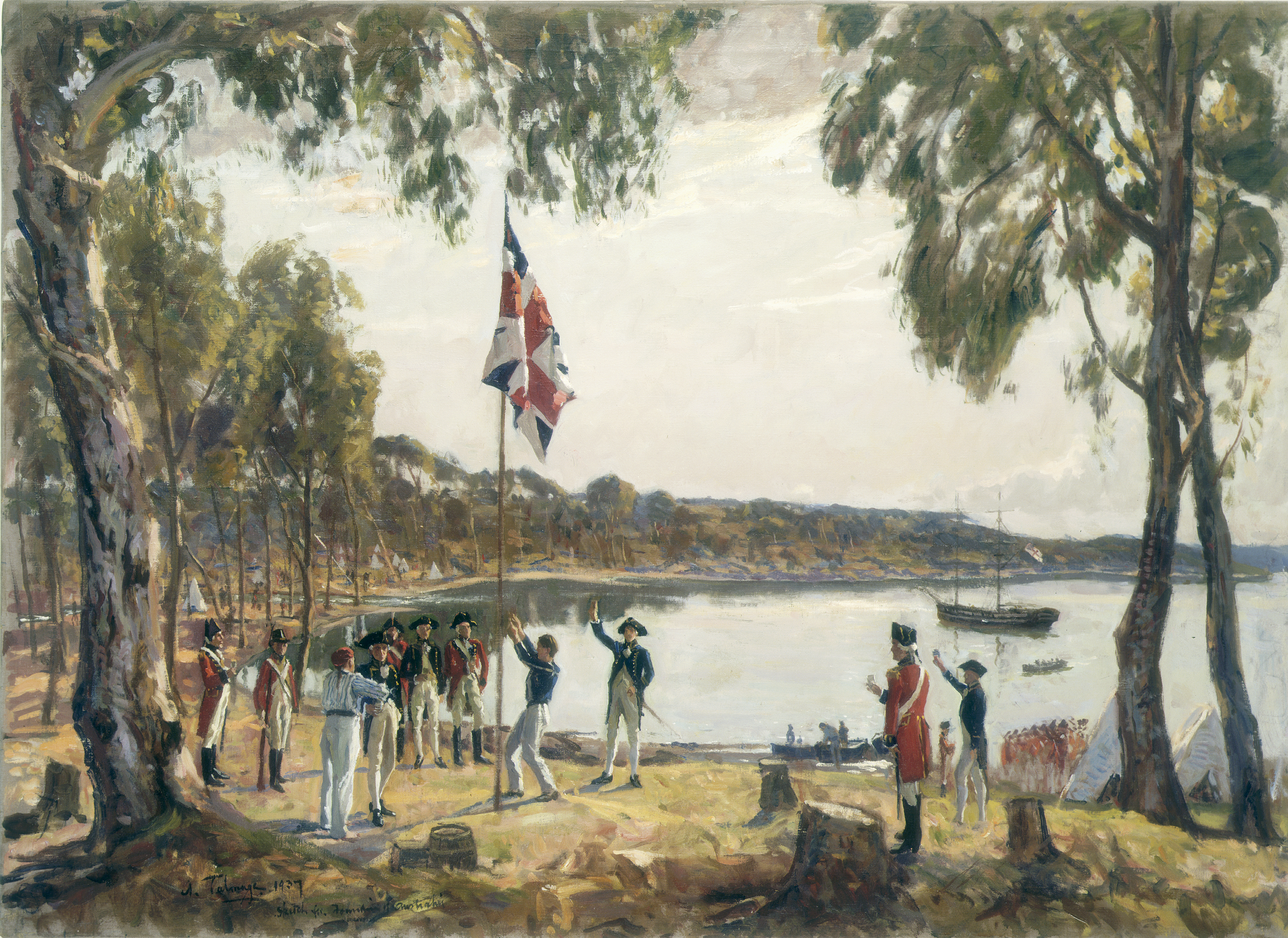
Prise de possession de l'Australie à Sydney Cove le 26 janvier 1788.
Peinture de Algernon Talmage, 1937.

Puis, en octobre 1786, Phillip fut nommé capitaine du Sirius et choisi comme gouverneur de Nouvelle-Galles du Sud, où Lord Sydney, le ministre de l'Intérieur projetait de créer la nouvelle colonie pénitentiaire britannique, sur la côte est de l'Australie. Son choix pourrait avoir été fortement influencé par George Rose, sous-secrétaire au Trésor et voisin de Phillip dans le Hampshire et qui connaissait l'expérience de Phillip en agriculture.
Phillip connut une période très difficile pour organiser sa flotte qui devait faire huit mois de voyage sur mer vers l'Australie. Tout une nouvelle colonie devait être créée et Phillip n'avait pas de véritable idée sur ce qu'il pourrait trouver quand il arriverait. Il y avait peu de fonds disponibles pour financer l'expédition. Sa suggestion de prendre avec lui des personnes ayant une expérience dans l'agriculture, le bâtiment ou l'artisanat fut rejetée. La plupart des 772 condamnés (dont 732 ont survécu au voyage) étaient de petits voleurs des taudis de Londres. Phillip était accompagné par un groupe de marins et une poignée d'officiers civils qui auraient à gérer la colonie.
La première flotte de onze navires, leva l'ancre le 13 mai 1787. Le premier navire atteignit Botany Bay le 18 janvier 1788. Phillip comprit rapidement que ce site, choisi sur la recommandation de Sir Joseph Banks, qui avait accompagné James Cook en 1770, n'était pas approprié, en raison de la pauvreté des sols, de l'absence de mouillage sûr et de source d'eau sûre. Après une exploration de la région, Phillip décida d'aller à Port Jackson et, le 26 janvier (fête nationale australienne), les marins et les condamnés débarquèrent dans le golfe de Sydney, nom choisi par Phillip en l'honneur de Lord Sydney.
Peu de temps après avoir installé la colonie à Port Jackson, le 15 février 1788, Phillip envoya le lieutenant Philip Gidley King avec huit gardiens et un certain nombre de condamnés créer une deuxième colonie britannique dans le Pacifique dans l'île Norfolk. Cela en partie en réponse à une menace de voir les français occuper l'île, en partie pour disposer d'une autre source de nourriture pour la nouvelle colonie. La petite île inhabitée au sud de Norfolk est d'ailleurs nommées d'après lui : Phillip Island
Les premiers jours de la colonie furent chaotiques et difficiles. Avec peu de matériel, la nécessité de se procurer de la nourriture par la seule culture alors que les sols autour de Sydney étaient pauvres, qu'on ne connaissait pas le climat de la région et que très peu de condamnés avaient une connaissance de l'agriculture. Les outils agricoles étaient rares et les condamnés n'étaient pas disposés à travailler comme ouvriers agricoles. La colonie fut au bord de la famine pure et simple pendant une longue période. Les gardiens, peu disciplinés eux-mêmes dans bien des cas, n'étaient pas motivés pour faire respecter les autres. Ce fut le début du processus de l'émancipation des prisonniers qui devait déboucher sur les réformes de Lachlan Macquarie après 1811.
Phillip a montré dans d'autres circonstances qu'il savait que la Nouvelle-Galles du Sud ne pouvait être considérée simplement comme un camp de prisonniers. Lord Sydney, qui a souvent été critiqué comme inefficace et incapable, a pris dès le début une décision fondamentale sur les droits des prisonniers qui devait avoir une conséquence considérable. Au lieu de faire de la Nouvelle-Galles du Sud une simple prison militaire, il avait envoyé, avec les autres membres d'équipage, des administrateurs civils, chargés de faire respecter le droit. Deux condamnés, Henry et Susannah Kable, voulurent poursuivre Duncan Sinclair, le commandant de bord de l'Alexandre, pour le vol de leurs biens pendant le voyage. Les condamnés en Grande-Bretagne n'avaient pas le droit de poursuivre en justice et Sinclair prétendit qu'il ne pouvait pas être poursuivi par eux. Un des administrateurs glissa un mot à l'oreille de Kable et, lorsque le tribunal se réunit et que Sinclair contesta l'accusation au motif que les Kables étaient des criminels, le tribunal lui demanda de le prouver. Comme les dossiers de tous les condamnés avaient été laissés en Angleterre, il ne put pas le faire et le tribunal ordonna au capitaine de restituer leurs biens aux Kables. Phillip avait dit avant de quitter l'Angleterre: "Dans un nouveau pays, il n'y aura pas d'esclavage et, par conséquent, aucun esclave», ce qui voulait bien dire ce que cela dit. Néanmoins, Phillip croyait en la discipline et les flagellations et les pendaisons furent monnaie courante, bien que de nombreuses condamnations à mort furent commuées par Phillip.
Phillip dut également adopter une politique à l'égard des peuples autochtones de la région, les Eoras, qui vivaient autour de la baie de Sydney. Phillip ordonna qu'ils soient bien traités et décréta que toute personne qui tuerait un autochtone serait pendue. Phillip se lia d'amitié avec un Eora du nom de Bennelong qu'il emmena en Angleterre. Une fois, sur la plage de Manly, un malentendu opposa Phillip aux Aborigènes et il fut blessé à l'épaule, mais il sut garder son calme et ordonna à ses hommes de ne pas riposter. Phillip sut gagner la confiance des Eora, bien que les colons étaient extrêmement belliqueux envers eux. Bientôt, la variole et d'autres épidémies ravagèrent la population Eora.
Le principal problème du Gouverneur vint de ses propres officiers qui voulaient se faire octroyer d'importantes propriétés, ce que Phillip n'était pas autorisé à faire. Les officiers devaient cultiver leur propre jardin, mais ils considéraient ce travail comme indigne d'eux. De ce fait le scorbut éclata et, en octobre 1788, Phillip dut envoyer le Sirius au Cap pour obtenir des vivres frais et un strict rationnement fut introduit, avec le vol de nourriture puni de pendaison.

## L’équilibre est atteint
En 1790, la situation s'était bien améliorée. La colonie comptait environ 2 000 habitants bien logés et disposant de suffisamment d'aliments frais. Phillip attribua à un condamné, James Ruse, un lopin de terre à Rose Hill (maintenant Parramatta) pour le mettre en valeur et Ruse réussit si bien qu'il reçut la première terre de la colonie en récompense. D'autres condamnés suivirent son exemple. Le Sirius fit naufrage en mars 1790 au large de l'île Norfolk et Phillip fut privé d'une source essentielle d'approvisionnement.
En juin 1790, un deuxième groupe de navires arriva à Sydney avec des centaines d'autres condamnés dont la plupart étaient trop malades pour travailler.

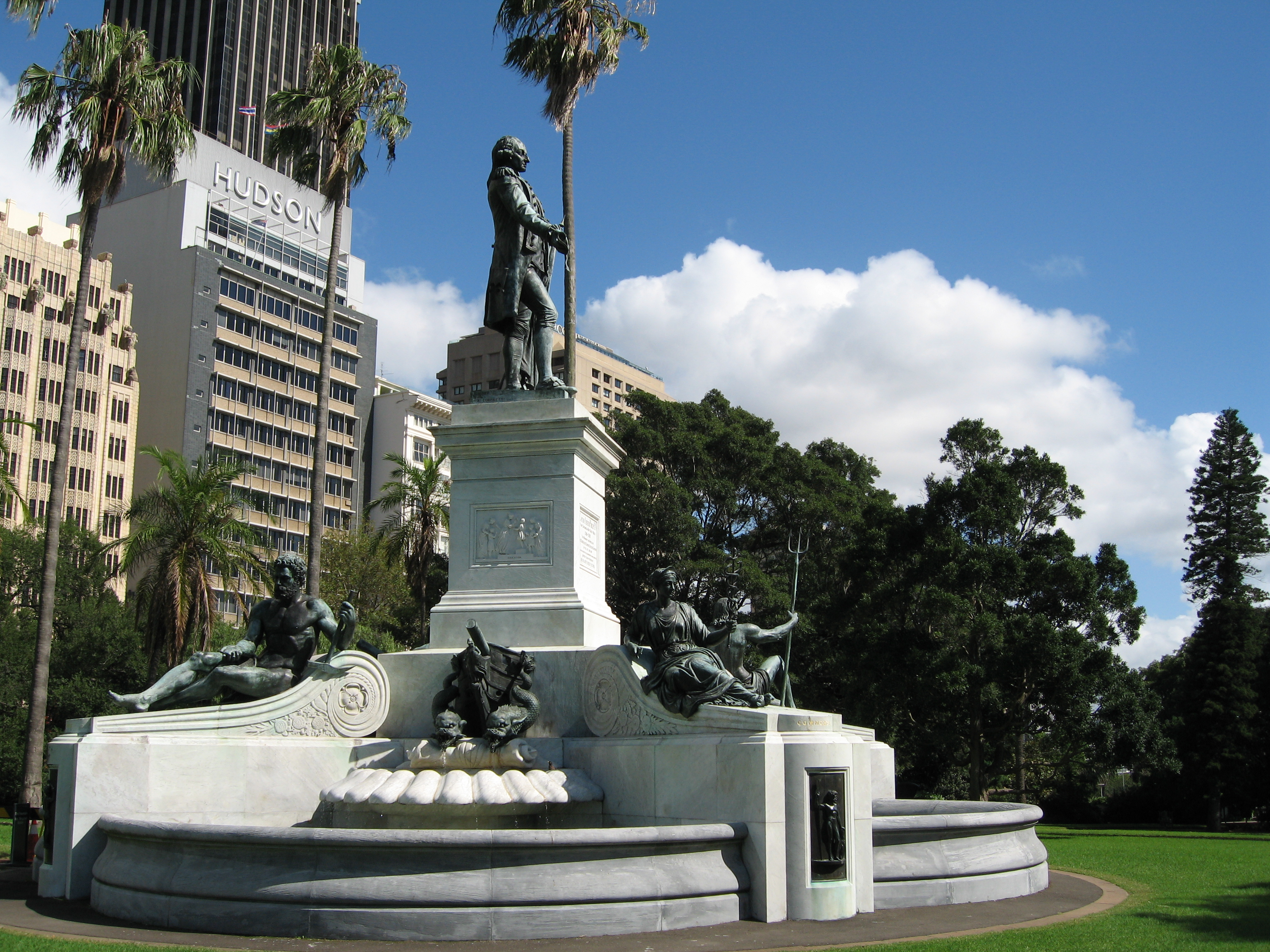
La statue d'Arthur Phillip dans le jardin botanique royal de Sydney

En décembre 1790, Phillip aurait dû retourner en Angleterre, mais la colonie avait été oubliée à Londres et aucune autorisation ne lui parvint de sorte qu'il fut obligé de continuer. En 1791, il fut informé que le gouvernement enverrait deux convois de condamnés chaque année, ainsi que l'approvisionnement adéquat. Mais en juillet, lorsque les navires de la troisième flotte arrivèrent avec plus de 2 000 condamnés, la nourriture manqua de nouveau et il dut envoyer un navire à Calcutta pour s'approvisionner.
En 1792, la colonie avait atteint son régime de croisière bien que Sydney soit restée un rassemblement de cabanes en bois et de tentes. L'industrie baleinière avait été créée, des navires venaient commercer à Sydney et les condamnés dont la peine avait expiré pouvaient s'installer sur des propriétés qui leur étaient attribuées. John Macarthur et d'autres colons importèrent des moutons et la production de laine commença à se développer. Mais la colonie souffrait encore d'avoir très peu de personnel qualifié que ce soient agriculteurs, artisans et commerçants, et les condamnés continuaient à travailler aussi peu que possible, travaillant essentiellement à cultiver leur propre nourriture.
À la fin de 1792, Phillip, dont la santé était chancelante à cause de la mauvaise alimentation, reçut enfin l'autorisation de quitter les lieux, et le 11 décembre 1792 il s'embarqua sur l'Atlantique, emmenant avec lui Bennelong et de nombreux spécimens de plantes et d'animaux. La population européenne de Nouvelle-Galles du Sud, lors de son départ atteignait 4221 personnes, dont 3099 condamnés. Les premières années de la colonie avaient été des années de lutte et de labeur, mais le pire était passé, et il n'y eut pas d'autres famines en Nouvelle-Galles du Sud. Phillip arriva à Londres en mai 1793. Il remit officiellement sa démission et se vit accorder une pension de 500 £ par an.

## Les dernières années

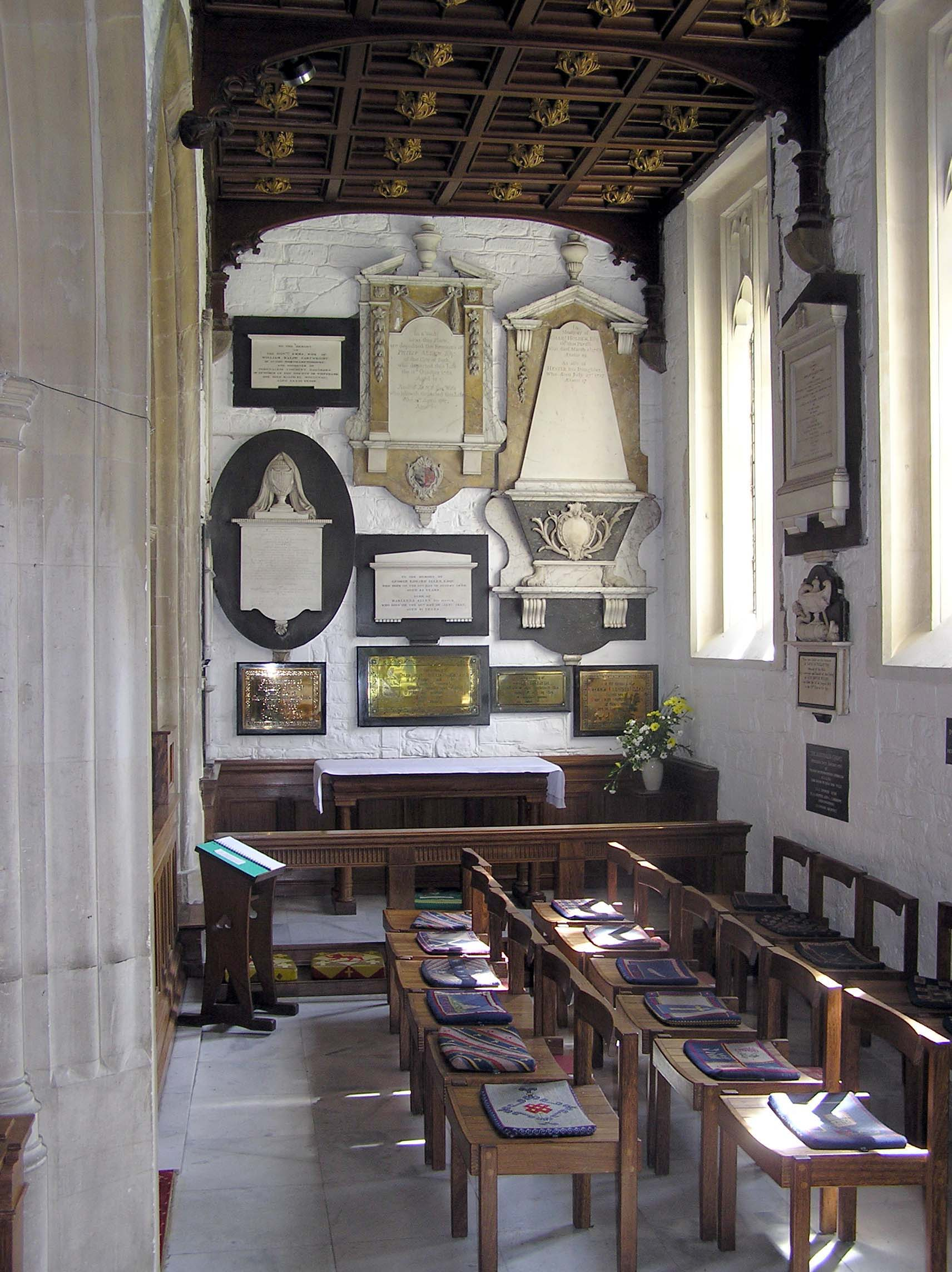
La chapelle australienne de l'église St Nicolas, à Bathampton, près de Bath, en Angleterre. Le mémorial consacré à Arthur Phillip est sur le mur à droite.

Sa femme, Margaret, mourut en 1792. En 1794, il épousa Isabella Whitehead et vécut pendant un certain temps à Bath. Son état de santé s'améliora peu à peu et, en 1796, il reprit la mer, occupant un certain nombre de postes de commandements pendant les guerres contre les Français. En janvier 1799, il devint contre-amiral. En 1805, à 67 ans, il prit sa retraite de la marine avec le grade de Admiral of the Blue et passa la plus grande partie du reste de sa vie à Bath. Il continua à correspondre avec des amis en Nouvelle-Galles du Sud et à promouvoir les intérêts de l’Australie auprès des fonctionnaires du gouvernement. Il mourut à Bath en 1814.
Phillip a été enterré dans l'église St Nicolas, à Bathampton dans le Somerset. Oubliée pendant de nombreuses années, la tombe a été redécouverte en 1897 et le premier ministre de Nouvelle-Galles du Sud, Sir Henry Parkes, l'a faite restaurer. Un monument consacré à Phillip a été inauguré en 1937 dans l'église de l'abbaye de Bath. Un autre a été inauguré à l'église St Mildred à Londres, en 1932. Cette église a été détruite dans les bombardements de Londres en 1940, mais les principaux éléments du monument ont été érigés à nouveau à St Mary-le-Bow à l'extrémité ouest de Watling Street, près de la cathédrale Saint-Paul en 1968. [4] Il y a une statue de lui dans le jardin botanique royal de Sydney. Il y a aussi un portrait de lui à la National Portrait Gallery à Londres. Le 9 juillet 2014, un autre mémorial à lui sur le plancher de l'abbaye de Westminster fut dévoilé par le duc d'Édimbourg.

## Postérité
Son nom est répandu en Australie avec la baie de Port Phillip, Phillip Island au Victoria, Phillip Island près de l'île Norfolk, le quartier de Phillip à Canberra, et de nombreuses rues, parcs et écoles portent son nom.

## Galerie

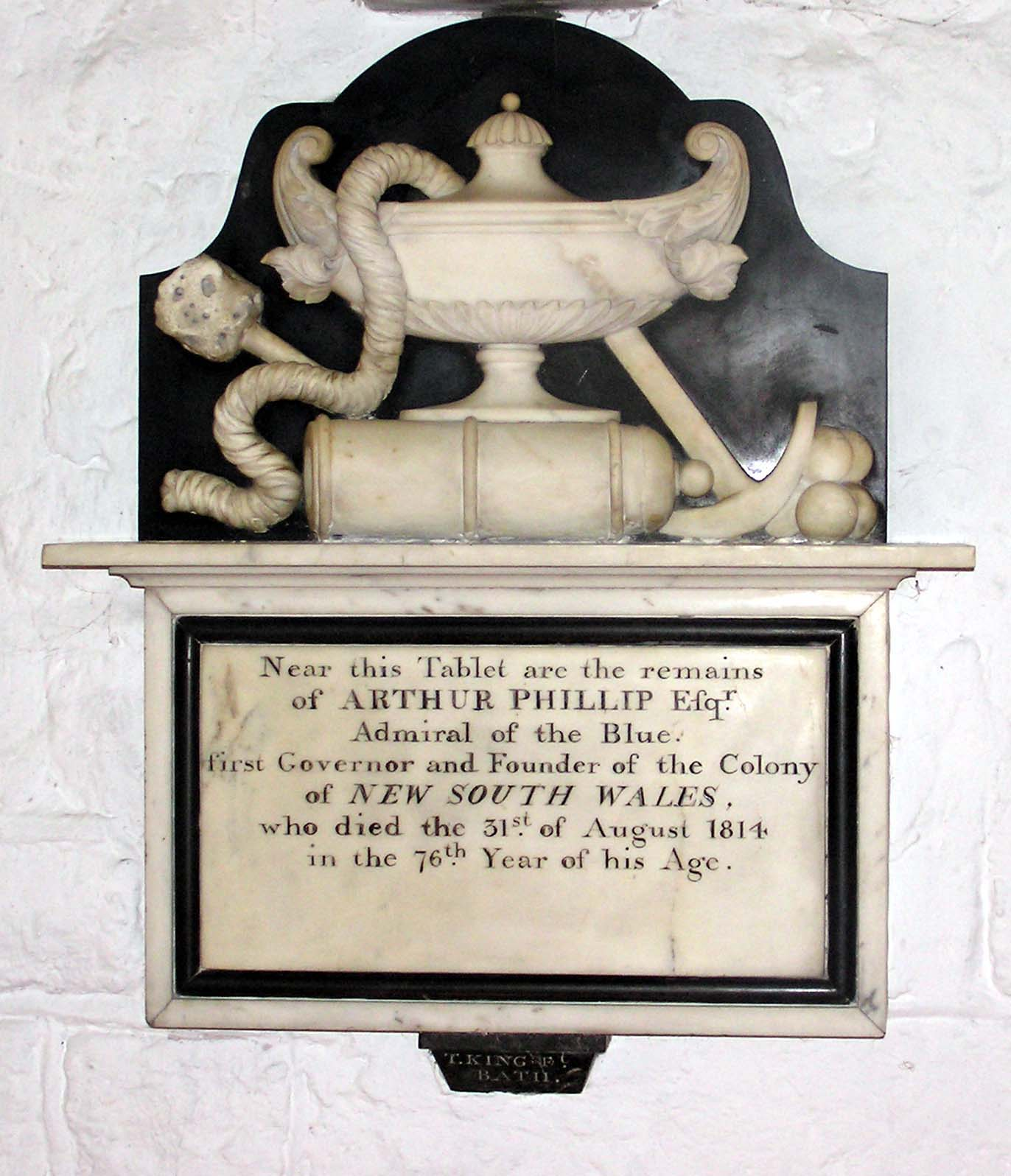
le mémorial d'Arthur Phillip dans la chapelle de Bathampton
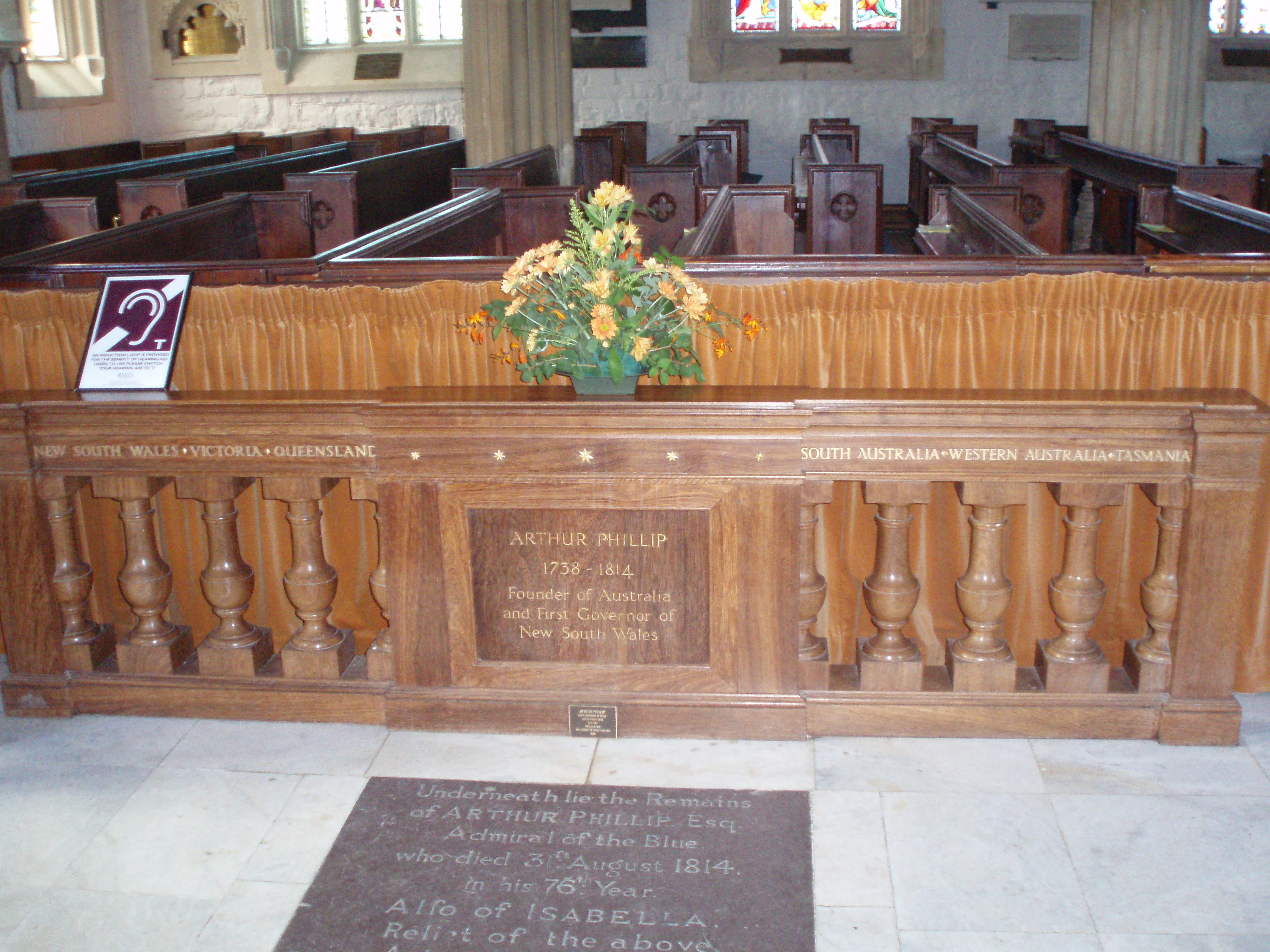
Le monument dans l'église de Bathampton
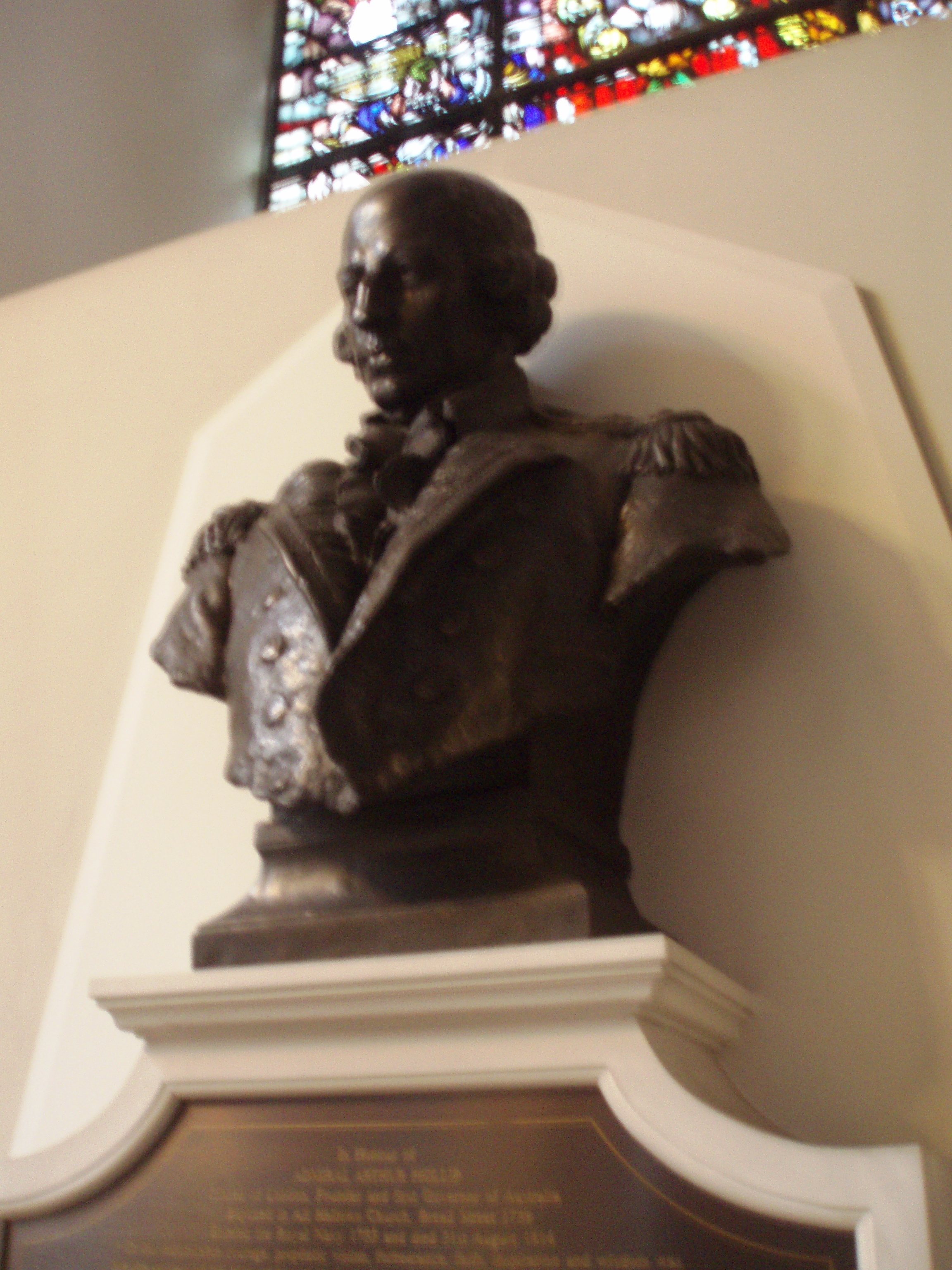
Le buste de Phillip à St Mary